# Mistrzostwa Afryki w Piłce Ręcznej Kobiet 1987
Mistrzostwa Afryki w piłce ręcznej kobiet 1987 – siódme mistrzostwa Afryki w piłce ręcznej kobiet, oficjalny międzynarodowy turniej piłki ręcznej o randze mistrzostw kontynentu organizowany przez CAHB mający na celu wyłonienie najlepszej żeńskiej reprezentacji narodowej w Afryce, który odbył się w Maroku w 1987 roku. Tytułu zdobytego w 1985 roku broniła reprezentacja Konga.
Zwycięska okazała się reprezentacja Wybrzeża Kości Słoniowej, która tym samym uzyskała awans na mistrzostwa świata B 1987 oraz igrzyska olimpijskie 1988.

## Klasyfikacja końcowa
| Miejsce | Reprezentacja            | Uwagi                     |
| ------- | ------------------------ | ------------------------- |
| złoto   | Wybrzeże Kości Słoniowej | awans: MŚ B 1987, IO 1988 |
| srebro  | Kamerun                  | -                         |
| brąz    | Kongo                    | -                         |
| 4       | Tunezja                  | -                         |
| 5       | Angola                   | -                         |
| 6       | Egipt                    | -                         |